# لوئیس اولیورا
لوئیس اولیورا (انگلیسی: Luis Olivera؛ زادهٔ ۲۴ اکتبر ۱۹۹۸) بازیکن فوتبال اهل آرژانتین است.
از باشگاه‌هایی که در آن بازی کرده‌است می‌توان به باشگاه فوتبال ریور پلاته اشاره کرد.
وی همچنین در تیم‌های ملی فوتبال Argentina national under-17 football team بازی کرده‌است.